# Wilhelm Gause

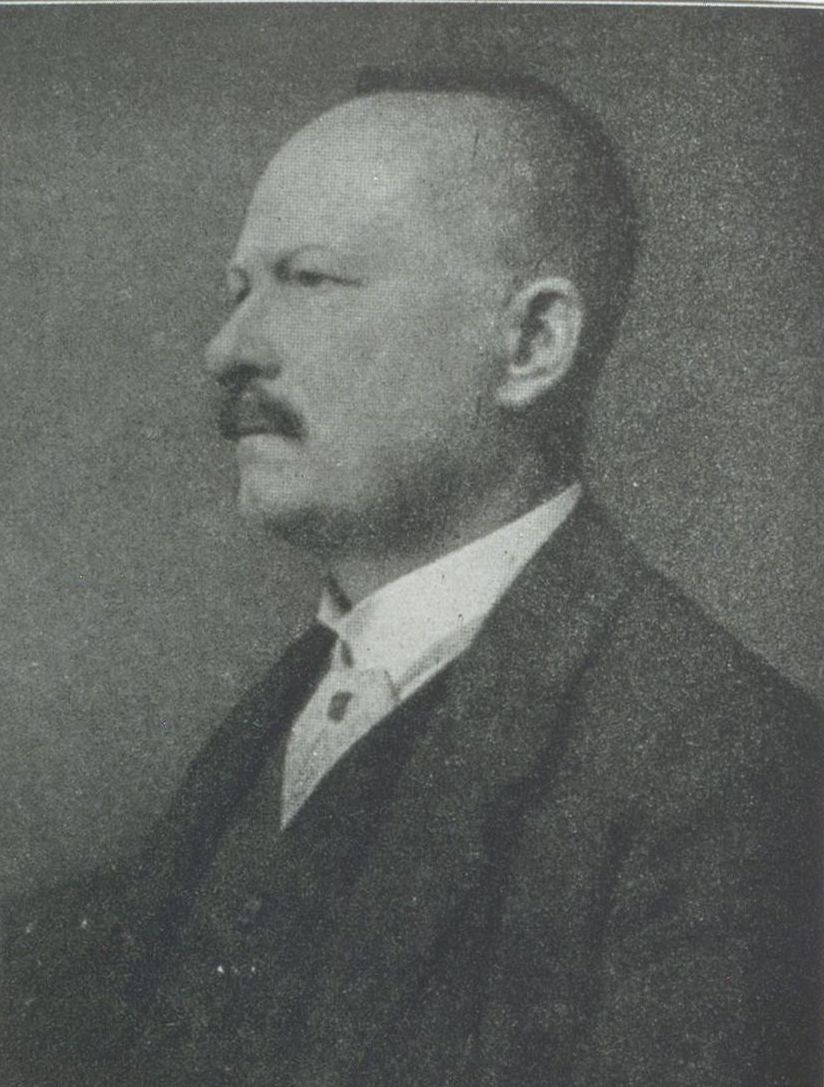
Wilhelm Gause (um 1916)

Wilhelm Gause (* 27. März 1853 in Krefeld, Rheinprovinz; † 13. Juni 1916 in Stein an der Donau, Niederösterreich) war ein deutsch-österreichischer Porträt- und Genremaler sowie Illustrator der Düsseldorfer Schule. Besondere Bedeutung haben seine Gruppenporträts, welche soziales Leben und besondere gesellschaftliche Ereignisse im Wien des späten 19. und frühen 20. Jahrhunderts darstellen.

## Leben

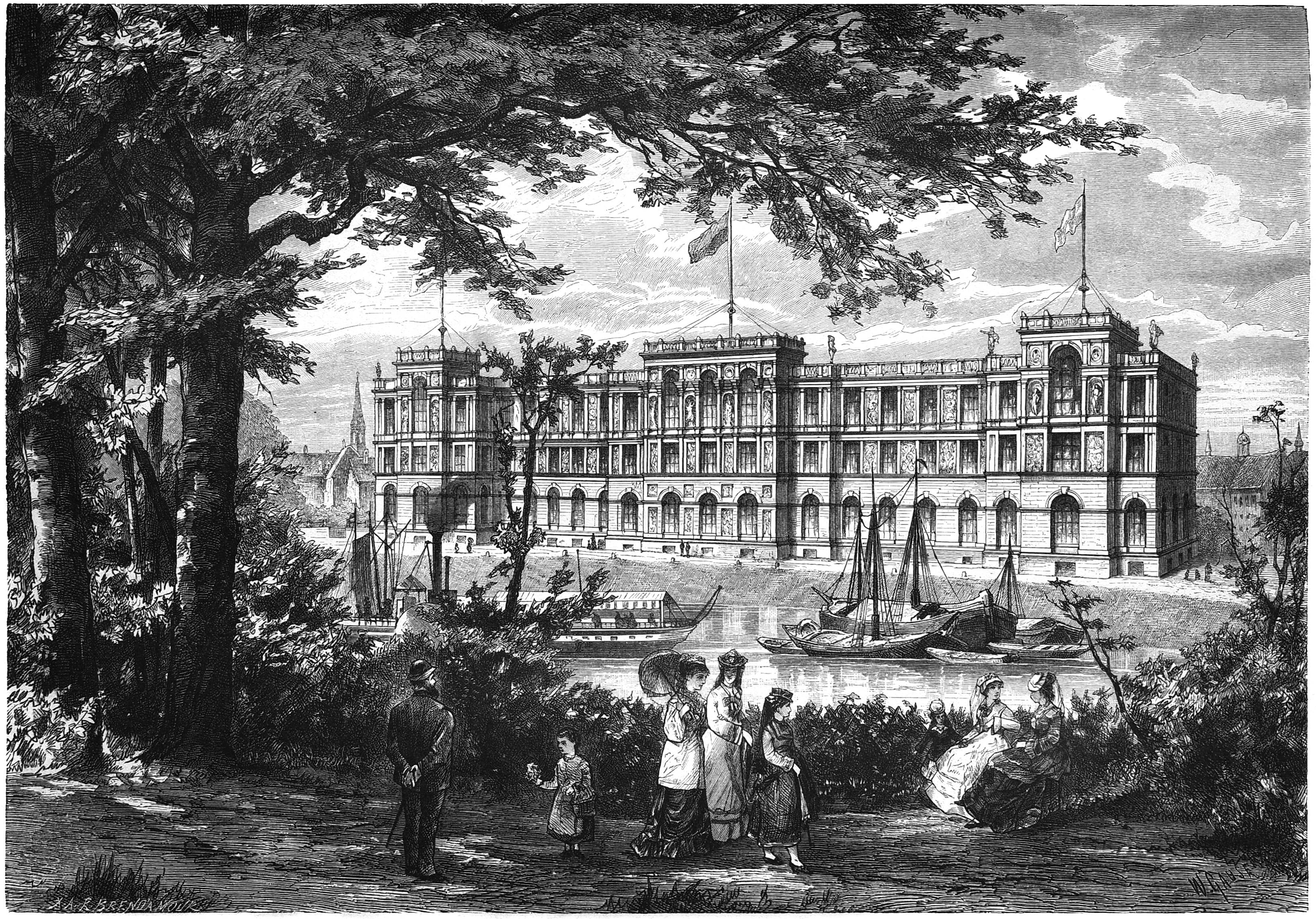
Die neue Kunstakademie, Illustration in der Zeitschrift Die Gartenlaube, 1879

Gause studierte von 1870 bis 1872 an der Kunstakademie Düsseldorf Malerei. Dort waren Andreas und Karl Müller, Wilhelm Lotz, Heinrich Lauenstein und Wilhelm Roßmann seine Lehrer. Außerdem nahm er seit 1871 Unterricht bei dem Maler Eduard von Gebhardt. In Düsseldorf war Gause Mitglied des Künstlervereins Malkasten. 1879 zog er nach Wien, wo er sich in Währing niederließ und sich einen Namen als Zeichner von Gouachen und Zeitungsillustrator machte. Seine Spezialität wurden betont realistische Darstellungen des Wiener Alltagslebens und gesellschaftlicher Ereignisse wie Bälle und Feste. Er zeichnete für in- und ausländische Zeitungen, unter anderem für Die Gartenlaube und die Illustrirte Zeitung. Ein Auftraggeber und enger Freund war der Wiener Feuilletonist Eduard Pötzl. Gause beschickte regelmäßig bedeutende österreichische und internationale Ausstellungen. Auf der Internationalen Aquarellausstellung in Dresden erhielt er 1889 ein Ehrendiplom, auf einer Ausstellung von Zeitungen und Illustrationswerken in Paris die Silbermedaille. 1889 übersiedelte er nach Stein an der Donau. Seine drei Töchter Mini, Grete und Isolde widmeten sich ebenfalls der Malerei. Die Jüngste, Isolde (1905–1977), war eine Schülerin Eduard Zetsches.

## Werke (Auswahl)

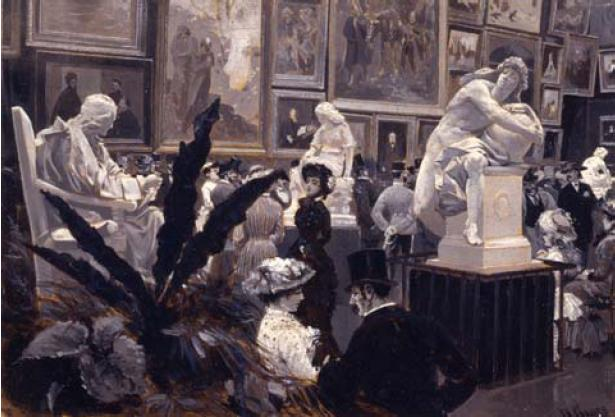
Auf der Internationalen Kunstausstellung Wien 1882, 1882

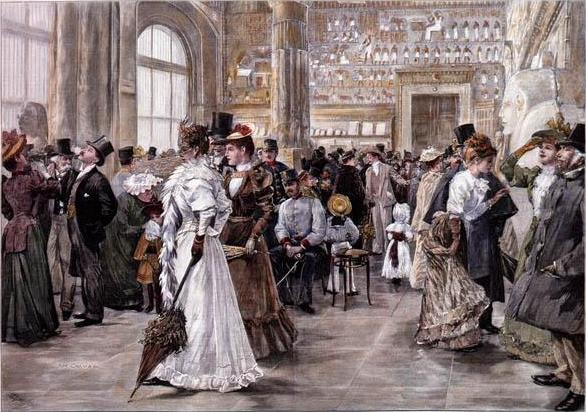
Ein Sonntag in der Ägyptischen Abteilung des Kunsthistorischen Museums, 1893

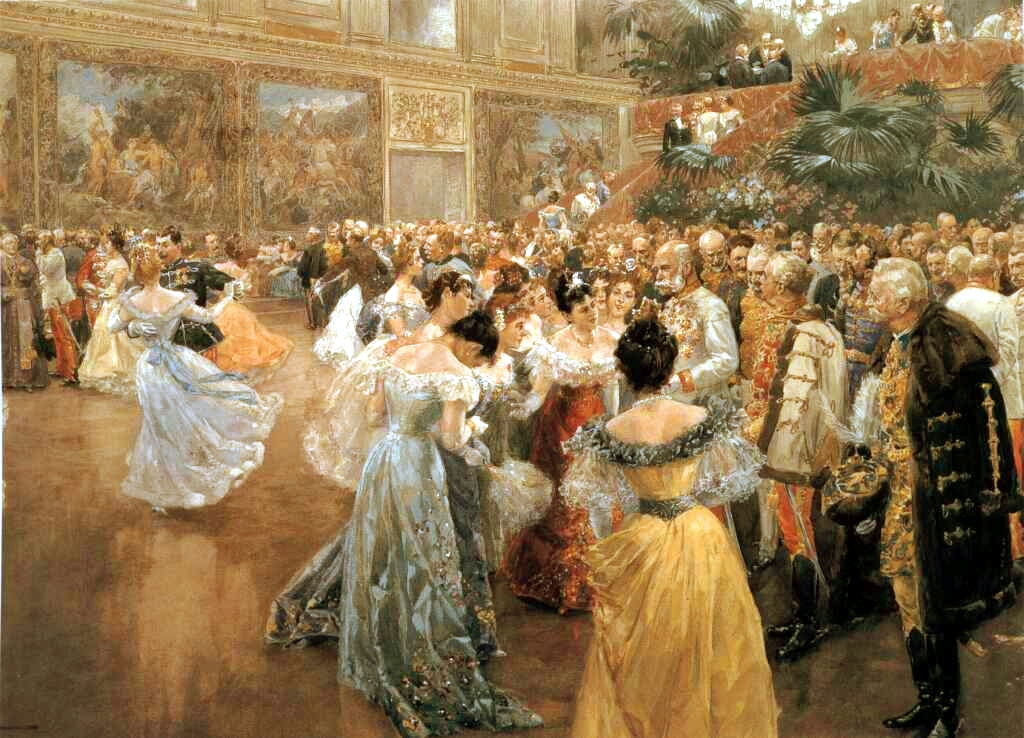
Hofball in Wien, 1900

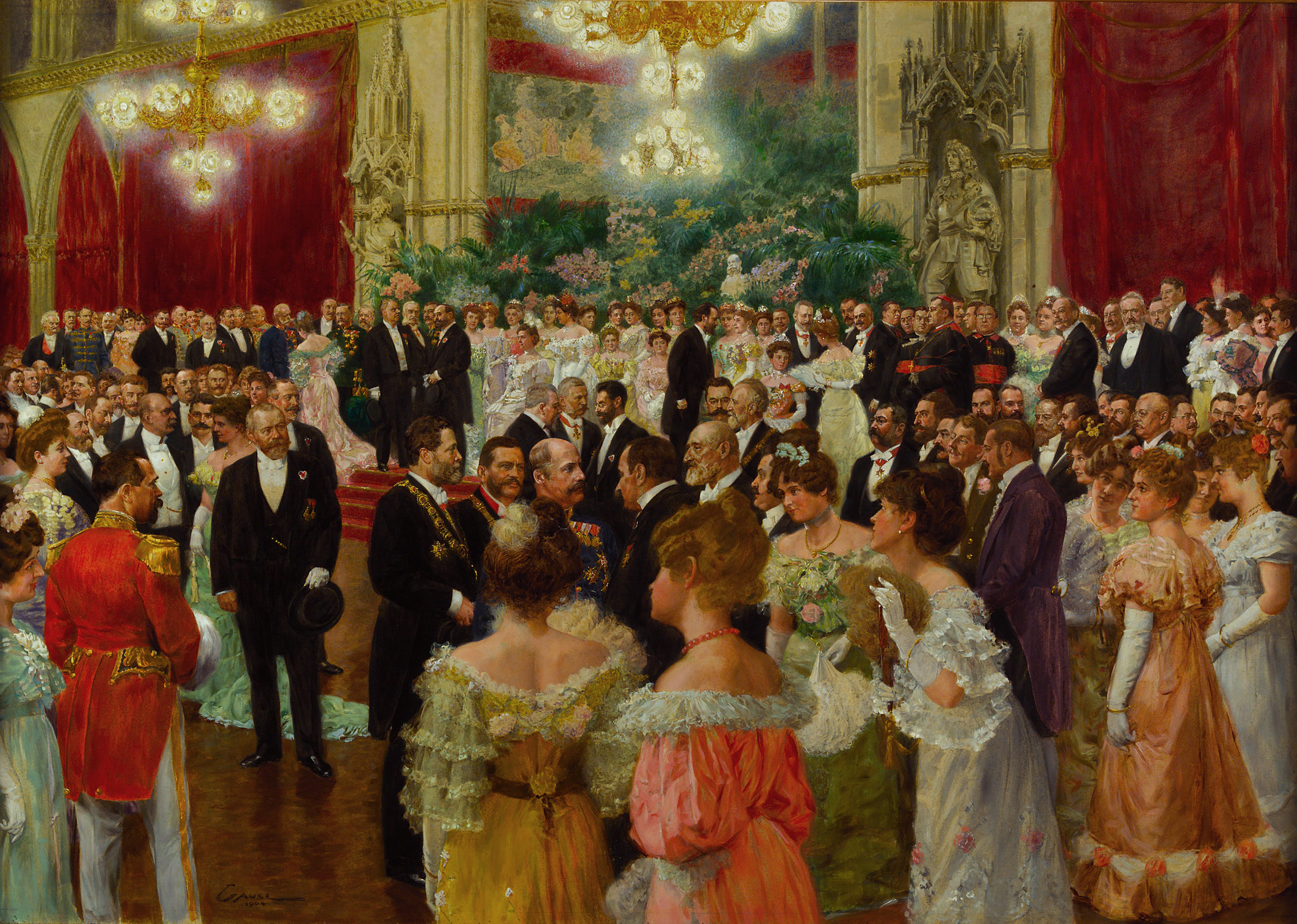
Ball der Stadt Wien, 1904

- Auf der Internationalen Kunstausstellung Wien 1882, Öl auf Papier, 1882, Dahesh Museum of Art, New York City[5]
- Ein Sonntag in der Ägyptischen Abteilung des Kunsthistorischen Museums, 1893, Kunsthistorisches Museum Wien
- Carlsbad, 29 Bilder als Heliogravüren von R. Paulussen, Deutsche Verlagsanstalt, Stuttgart 1896
- Hofball in Wien, Aquarell, 1900, Wien Museum
- Ball der Stadt Wien, 1904
- Wiener Stimmungsbilder, zahlreiche Illustrationen im Buch von Johannes Ziegler (mit einer Einleitung von Eduard Pötzl), Gerlach & Wiedling, Wien 1907
- Jahrhundertfeier der Völkerschlacht von Leipzig vor dem Schwarzenberg-Denkmal, 1912